# Гилберт, Дэйв
Дэйв Ги́лберт (англ. Dave Gilbert, род. 15 августа 1961 года) — английский бывший профессиональный снукерист.

## Карьера
Дэйв Гилберт стал профессионалом в 1985 году, и играл в мэйн-туре вплоть до сезона 1994/95. За свою карьеру он семь раз выходил минимум в 1/32 финала различных рейтинговых турниров, с лучшим результатом — 1/8 финала — на Fidelity Unit Trusts International 1987 (в матче за выход в четвертьфинал уступил Стивену Хендри, 0:5). Наивысший официальный рейтинг Гилберта — 57-й — был в сезоне 1988/89, а лучшее достижение англичанина на чемпионате мира — последний раунд квалификации (1989 год, в матче за выход в финальную стадию проиграл Дугу Маунтджою со счётом 7:10).